# Bruntál
Bruntál (en alemán Freudenthal, en latín Vallis Gaudiorum, Vrudental) es una ciudad de la zona de Silesia, en República Checa. Es la capital del ex distrito de Bruntál (okres Bruntál) situado en la región de Moravia-Silesia (Moravskoslezský kraj).

## Geografía
Bruntál se sitúa en el valle tras las montañas de Hrubý Jeseník y de las colinas de los montes Nízký Jeseník.
La ciudad está rodeada por muchas colinas, entre las cuales son:
- Uhlířský vrch, 672 m s. n. m.
- Vodárenský vrch, 599 m s. n. m.
- Zadní Zelený vrch, 563 m s. n. m.
- Kozinec, 639 m s. n. m.

Hay varios ríos y arroyos que fluyen por de la ciudad:
- el Torrente Negro (Černý potok) con sus impuestos
- el Torrente del roble (Bukový potok)
- el torrente de la yegua (Kobylí potok)
- Vodárenský potok .

El Estanque del roble (Bukový rybník) , con una superficie de 5 hectáreas (Unión de la pesca Checa de 2006), está aproximadamente a 1 km al noroeste de la ciudad. 
La presa de Slezská Harta (de 870 hectáreas de dimensión - Povodí Odry 1998), se encuentra aproximadamente a 5 km al sudeste de la ciudad.
Hay muchos residuos de la actividad volcánica de la era cuaternaria, mas ahora todos los volcanes están extintos:
- Uhlířský vrch (672 m)
- Venušina sopka (655 m)
- Velký Roudný (780 m)
- Malý Roudný (770)

Estos volcanes son parte de las Alturas del sol (Slunečná vrchovina), che tienen una longitud de 16 km y se localizan al sur de Bruntál, en Moravský Beroun, incluyendo a la montaña más grande de la cordillera Nízký Jeseník, el Monte Slunečná (800m).

## Geología
Bruntál yace sobre la principal estructura montañosa checa, el macizo checo. La región, que se extiende desde Brno hasta Krnov, está compuesta por rocas sedimentarias formadas durante la época Carbonífera (período llamado en checo Kulm).
El territorio es rico en pizarra, que dan al área un olor característico, y el terreno tiende a una coloración negra. La pizarra es muy utilizada en los tejados, así como en Italia a la par con el ladrillo.
En la parte oeste de Bruntál se encuentra la pizarra mixta con circonio y apatito con algunos depósitos aluviales. Los arroyos y los ríos tienen arena fluvial y piedras en sus orillas.
Il 40-80% está compuesto por lapilli, el 10-50% por bombas volcánicas, el resto está compuesto por polvo volcánico (Zapletal 1995). El color de las rocas piroclásticas varía del marrón al amarillo. La fase efusiva es muy antigua, de aproximadamente 2,4±0,5 millones de años y data del Plioceno.

## Historia de la ciudad

### Toponimia
El origen del nombre "Bruntál" viene del alemán «Freudenthal» que significa «el valle alegre». En el pasado se supuso que el nombre de Bruntál se derivó del nombre del obispo de Olomouc, Bruno de Schauenburk, o sea Bruno-thal.
El nombre checo de Bruntál apareció por primera vez en 1456 en un acto de propiedad de tenencia. El testigo dijo ser «el alcalde de Bruntál».

### Personalidades ligadas a Bruntál

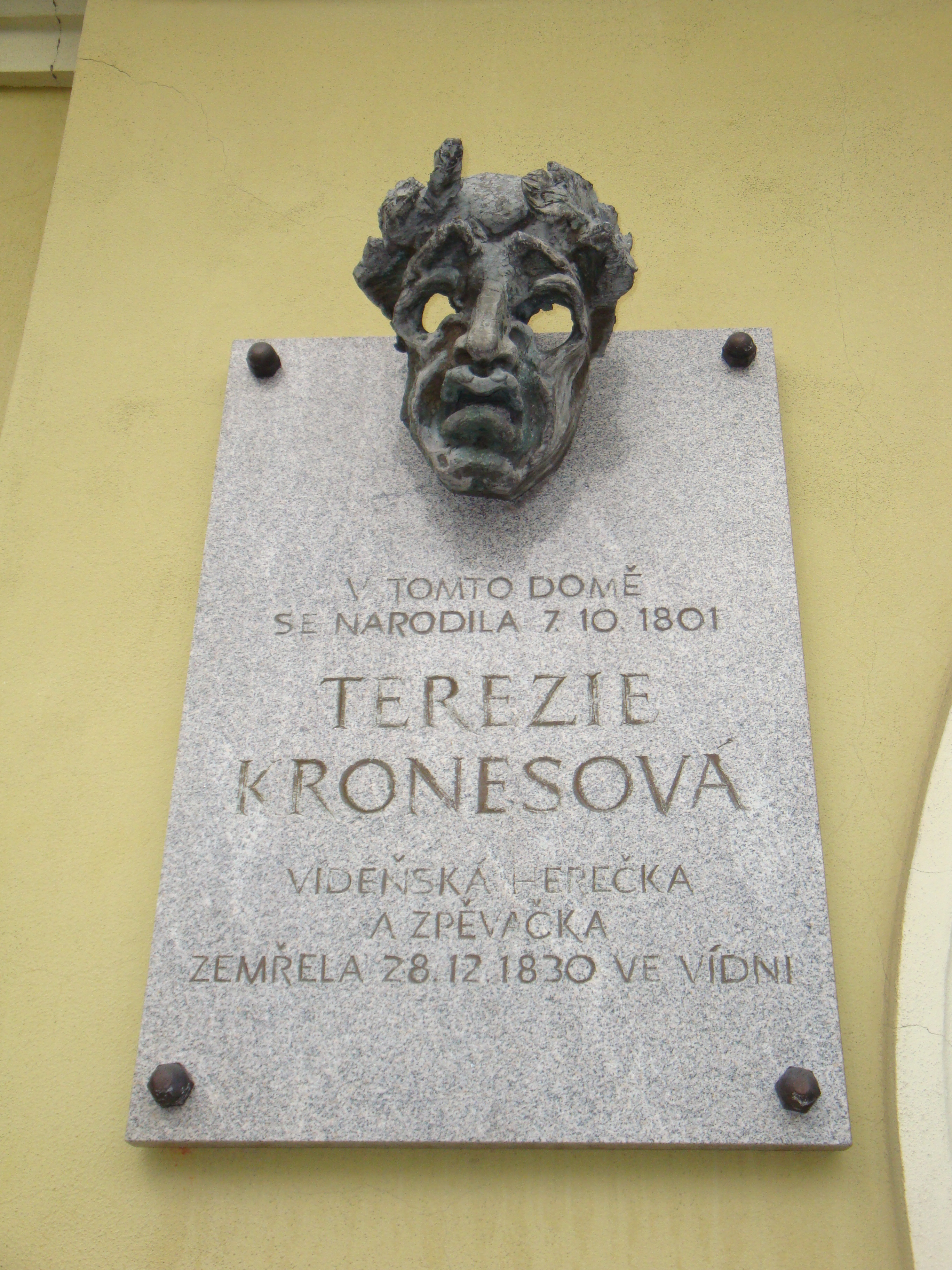
Casa natal de Therese Kronesová.

- Martin Philadelphus Zámrský, sacro orador checo, autor de Apostilla evangélica (impresa en 1592), conservada en la Biblioteca del Castillo de Bruntál
- Therese Kronesová (1801 - 1830 Viena), cantante del Teatro de la Ópera de Viena
- Josef Obeth, escultor y restaurador
- Leo Thom (1872 - 1917 en Viena), escultor
- Jan Kašpar Frisch (1744 - 1811), pintor
- Bruno Hanns Wittek (1895 - 1935), poeta
- Viktor Heeger (1858 - 1934), escritor
- Georg Joseph Hauserisser, arquitecto
- Karel Ptáčník (1921 - 2000), escritor, autor de la novela La ciudad en la frontera (Město na hranici)
- Iva Bittová (1958), cantante, violinista, actriz
- Vladimír Morávek (1966), director de teatro y de cine.
- Ernest Ludwig (1841 - 1915), farmacéutico, profesor y también Rector de la Universidad de Viena
- Josef Thanabauer (1887 - 1933), profesor de historia
- Ernest Berl (1877 - 1946), químico, de 1910 a  1914 químico mayor en una empresa belga, después profesor en Darmstadt, después en 1933 profesor en la Universidad de Pittsburg
- Irena Anders (n. Jarosiewicz) (1920 - 2010 Londres), cantante y actriz, conocida artísticamente como Renata Bogdańska, esposa del general Władysław Anders

## Monumentos y sitios de interés

### El castillo (Bruntálský zámek)
El castillo es el monumento más importante, no solamente de la ciudad sino también de la región.
El castillo original fue construido en el año 400 D.C. y era un típico castillo medieval, en el año ‘500 fue reconstruido en el estilo renacentista nórdico y en los años 1766 – 1769 fue reconstruido al estilo barroco. Después fue restructurado a finales del siglo XIX  y principios del siglo XX.
En el castillo se conservan en los interiores originales, una rica colección pictórica, la armería y la biblioteca.
El castillo es la sede del museo regional.

### El parque del castillo (Zámecký park)
El parque tiene su origen en el siglo XVI. A mediados del siglo XVII, La orden teutónica construyó el jardín. El tamaño de todo el parque es mayor a las 2,5 hectáreas. 
En el parque se encuentran los restos de las murallas de la ciudad, la bastión, la terraza y además las estatuas de los siglos XVIII y XIX.

### Las iglesias

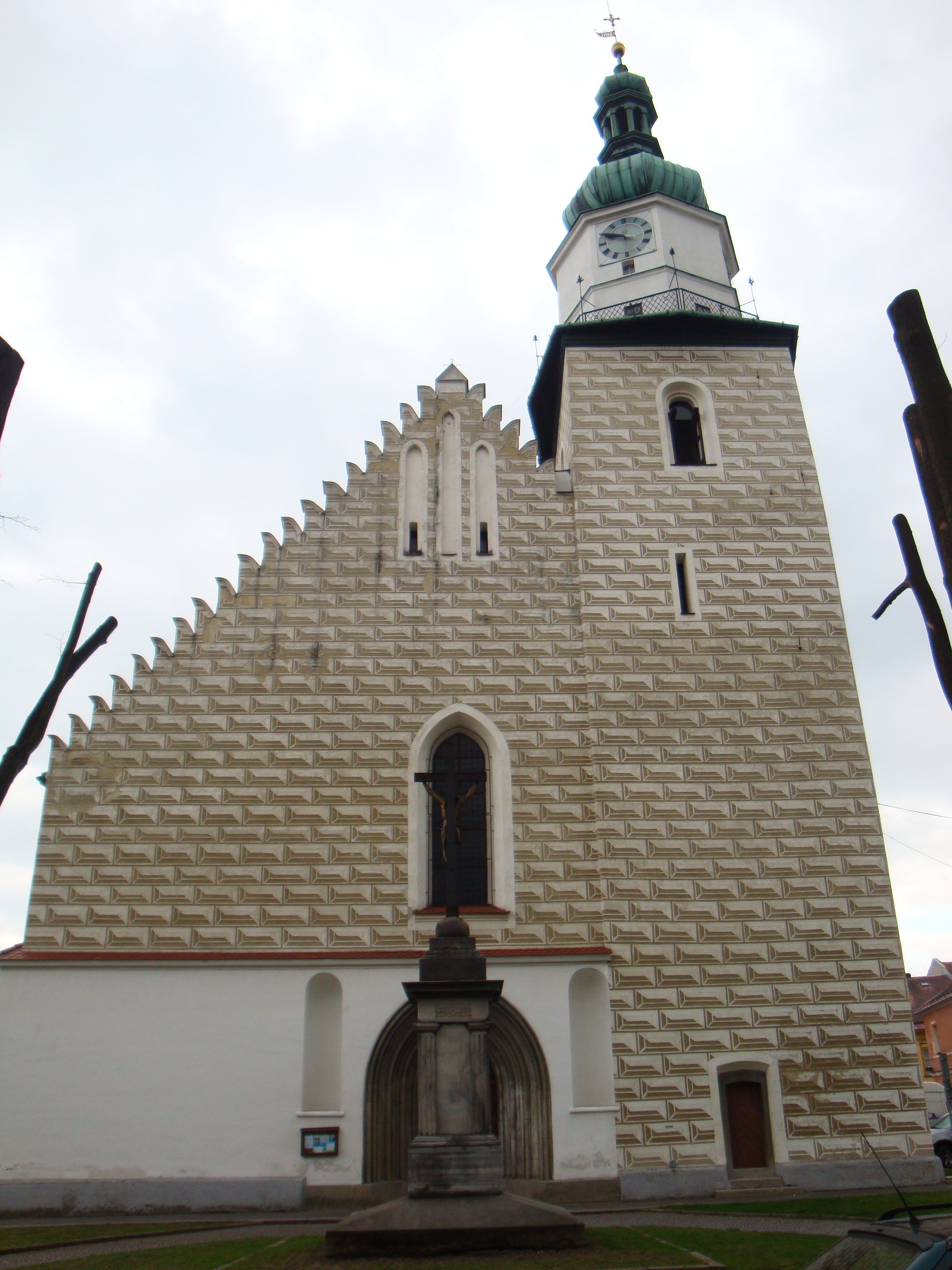
La iglesia de la Asunción Santa María.

- La Iglesia Evangélica (Evangelický kostel)
- La Iglesia de la Asunción de Santa María (Kostel nanebevzetí Panny Marie)
- La Iglesia de Santa María Auxiliadora (Kostel Panny Marie Pomocné)
- La Iglesia de Santa María Consoladora con el Monasterio (Komplex kostela Panny Marie Utěšitelky a kláštera piaristů)
- La Capilla de San Miguel (Hřbitovní kaple Sv.Michala)

## Cultura
- Cine Kino Centrum
- Teatro de Bruntál
- Casa de la cultura de Bruntál
- Biblioteca (en la calle Brožíková)
- La galería de la Capilla (Galerie v Kapli)

## Ciudades hermanadas
- Büdingen ( Alemania), desde 1999.
- Opole ( Polonia), desde 1992
- Štúrovo ( Eslovenia), desde 2002.
- Castellarano ( Italia), desde 2002.
- Plunge ( Lituania), desde 2005.